# Friedrich Wiener

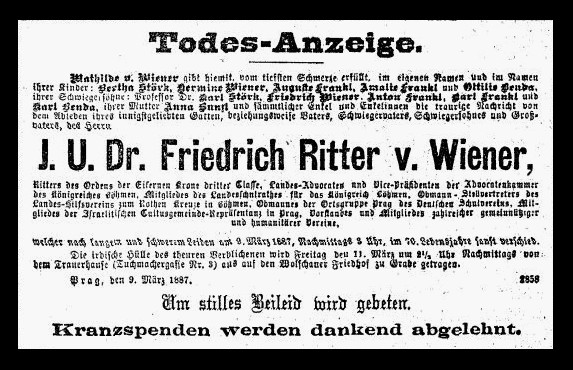
oznámení o úmrtí JUDr. Friedricha Wienera v dobovém tisku

Friedrich Marcus rytíř von Wiener (20. listopadu 1817 Praha – 9. března 1887 Praha) byl rakouský a český právník a politik německé národnosti, první prezident Advokátní komory v Království českém, v 2. polovině 19. století poslanec Českého zemského sněmu a Říšské rady.

## Biografie
Narodil se v židovské rodině v Praze, kde vystudoval gymnázium a potom filozofii a práva na Karlo-Ferdinandově univerzitě. V prosinci 1842 získal titul doktora práv. Nastoupil do advokátní kanceláře dr. Porta. Na rozdíl od mnoha pražských advokátů se výrazněji nezapojil do dění v revolučním roce 1848. V srpnu 1851 byl jmenován podle tzv. provizorního advokátního řádu zemským advokátem. Působil v Mostu, od roku 1860 v Praze, kde měl kancelář v Soukenické ulici. Působil i jako správce konkurzní podstaty podniku Česká zemědělská kreditní společnost (Böhmische Bodencreditgeseltschaft). Zasedal rovněž v pražském obecním zastupitelstvu.
V 60. letech 19. století se zapojil do zemské politiky. V zemských volbách v Čechách v lednu 1867 byl zvolen na Český zemský sněm v městské kurii (obvod Praha-Josefov). Mandát obhájil v tomto obvodu i v krátce poté konaných zemských volbách v březnu 1867. Uspěl zde i v zemských volbách roku 1870, zemských volbách roku 1872, a zemských volbách roku 1878. V období let 1876–1878 byl členem zemského výboru. Zasedal také v Říšské radě (celostátní zákonodárný sbor), kam ho vyslal zemský sněm roku 1872 (tehdy ještě Říšská rada nevolena přímo, ale tvořena delegáty jednotlivých zemských sněmů). Slib složil 22. května 1872.
Byl členem takzvané Ústavní strany (liberálně a centralisticky orientovaná strana, odmítající federalistické aspirace neněmeckých etnik).
Identifikoval se s německým národním hnutím. Spolupracoval s hlavním německým spolkem Deutsches Kasino. Byl rovněž aktivní v Spolku pro dějiny Němců v Čechách (Verein für Geschichte der Deutschen in Böhmen) nebo v Německém spolku pro rozšiřování obecně prospěšných znalostí (Deutsches Verein zur Verbreitung gemeinnütziger Kenntnisse) a v školském spolku Deutscher Schulverein. V zemské školní radě zastupoval židovskou komunitu. Když roku 1869 vstoupil v platnost nový advokátní řád, byla ustavena Advokátní komora v Království českém a Wiener se stal jejím prezidentem. Ve funkci setrval do roku 1881. Kromě toho zasedal ve zkušební komisi pro advokáty. Za jeho působení se značně rozšířila advokátská profese. Ve vlastní advokátní praxi se specializoval na obchodní právo. Zasedal ve správní radě akciové společnosti Strojírny, dříve Breitfeld, Daněk a spol., kde byl místopředsedou. Roku 1872 získal Řád železné koruny III. třídy a byl tak povýšen na rytíře. Nadále byl aktivní v pražské židovské náboženské obci, kde zasedal jako člen jejího zastupitelstva a zastával i post náměstka předsedy náboženské obce. Byl také ředitelem Židovské všeobecné nemocnice.
Zemřel v březnu 1897 po delší plicní chorobě. S manželkou Mathildou (1826–1903), rozenou Bunzl, měli pět dětí. V závěti odkázal značné prostředky na dobročinné účely. Pohřbu se zúčastnilo množství osobností. Byl pohřben na Novém židovském hřbitově na Olšanech.
Jeho dcera Augusta (1851–1942), provdaná Franklová, zahynula během holokaustu ve vyhlazovacím táboře Treblinka.